# Ariake Arena
Die Ariake Arena (japanisch 有明アリーナ, Ariake arīna) ist eine Mehrzweckhalle im Süden der japanischen Hauptstadt Tokio, genauer im Stadtteil Ariake des Bezirks Kōtō der Präfektur Tokio.

## Geschichte
Die Arena wurde für die Olympischen Sommerspiele 2020 gebaut und bietet bis zu 15.000 Sitzplätze. Bei den Kosten wurden mit 35,7 Mrd. Yen kalkuliert. Die Eröffnung war für Dezember 2019 geplant. Nach Fertigstellung der Arena im Dezember 2019 wurde dieses am 3. Februar 2020 mit einer Zeremonie, die Sport, Kultur und Unterhaltung vereint, offiziell eingeweiht. 
Während den Olympischen Spielen 2020 wurden die Volleyballturniere in der Ariake Arena ausgetragen. Auch bei den Paralympischen Spielen wurde die Arena für die Wettbewerbe im Rollstuhlbasketball genutzt werden. 
Nach den Olympischen Spielen wurde die Halle auch für kulturelle Veranstaltungen wie Konzerte genutzt.